# A6-os autópálya (Bulgária)
Az A6 vagy Ljulin (bolgárul: Автомагистрала „Люлин“) autópálya Bulgáriában. 19 kilométer hosszú.

## Útja
Szófia – Pernik